# SN 2002el
SN 2002el – supernowa typu Ia odkryta 12 sierpnia 2002 roku w galaktyce NGC 6986. W momencie odkrycia miała maksymalną jasność 17,60m.